# ژان-ژاک آمپر
ژان-ژاک آمپر (به فرانسوی: Jean-Jacques Ampère) زاده ۱۲ اوت ۱۸۰۰ در لیون و درگذشتهٔ ۲۷ مارس ۱۸۶۴ در شهر پو (فرانسه) (به فرانسوی: Pau) تاریخ‌نگار متخصص قرون وسطی، نویسنده و سیاح فرانسوی قرن نوزدهم میلادی است.

## زندگی‌نامه
ژان-ژاک آمپر فرزند آندره-ماری آمپر، فیزیکدان معروف فرانسوی، از اساتید کلژ دو فرانس و از اعضای فرهنگستان کتیبه‌شناسی و زبان‌های باستانی فرانسه (۱۸۴۲) و فرهنگستان فرانسه (۱۸۴۸) بود. به اظهار ماری-سوفی ماس (به فرانسوی: Marie-Sophie Masse)، او نخستین فرانسوی بود که در سال ۱۸۴۰، کلمهٔ رنسانس را در زبان فرانسه با مفهوم تاریخی آن مورد استفاده قرار داد.
آمپر در مقام سیاح و خاورشناس، نخستین سفر خود به خاور نزدیک را در ۱۸۴۱ به همراه پروسپر مریمه انجام داد. او شرح این سفر را در کتاب «یونان، رم و دانته: مطالعات ادبی مطابق طبیعت» (به فرانسوی: La Grèce, Rome et Dante: études littéraires d'après nature) (۱۸۴۸) نوشت. آمپر به ادبیات فارسی علاقهٔ وافری داشت. او از اولین کسانی بود که دربارهٔ ترجمه شاهنامه به زبان فرانسه توسط ژول مل نقد مفصلی نوشت و فردوسی آفرینندهٔ آن را «هومر ایران» لقب داد. افزون بر این، در تحقیقی که راجع به تشابهات میان منظومه‌های حماسی هندی-اروپایی انجام داد به این نتیجه رسید که «شاهنامه از مهمترین حماسه‌هایی است که در جهان ادبیات به نوع بشر اعطا شده‌است.»
در سال ۱۹۲۹، بخش عمده‌ای از نامه‌ها و دستنوشته‌های آمپر جهت استفادهٔ پژوهشگران به بنیاد فرانسه سپرده شد.